# Richard Arnowitt
Richard Lewis Arnowitt (né le 3 mai 1928 à New York et mort le 12 juin 2014 à Houston) est un physicien et universitaire américain. Il est professeur émérite au département de physique de la Texas A&M University. Ses recherches se concentrent sur la supersymétrie et la supergravité.

## Travaux
Il est surtout connu pour ses contributions en physique théorique, plus particulièrement dans les domaines de la physique des particules et en relativité générale. Avec Stanley Deser et Charles W. Misner, il a développé le formalisme ADM. Il a également travaillé, avec Ali Chamseddine et Pran Nath (en), sur une théorie de grande unification liée à la supergravité.
Il a reçu le prix Dannie Heineman pour la physique mathématique en 1994.